# Thai Farmers Bank FC
Maillots
Le Thai Farmers Bank Football Club (en thaï : สโมสรฟุตบอลธนาคารกสิกรไทย), plus couramment abrégé en Thai Farmers Bank, est un ancien club thaïlandais de football fondé en 1987 et disparu en 2000, et basé à Bangkok, la capitale du pays.

## Histoire
Il était l'un des meilleurs clubs du continent asiatique durant les années 1990, avec notamment deux titres en Coupe d'Asie des clubs champions en 1994 et 1995.
À partir de 1997, une importante crise financière touche l'Asie et en raison des faillites des sponsors du club, le club disparaît en 2000.

## Palmarès
| Compétitions nationales | Compétitions internationales |                                                                   |
| --- | --- | ----------------------------------------------------------------- |
| \| - Championnat de Thaïlande (4) : - Champion : 1990, 1992, 1993 et 1995. - Coupe de Thaïlande (1) : - Vainqueur : 1999. \| \| - Coupe de la Reine (4) : - Vainqueur : 1994, 1995, 1996 et 1997. \| | - Coupe d'Asie des clubs champions (2) : - Vainqueur : 1994 et 1995. - Supercoupe d'Asie : - Finaliste : 1995. - Coupe afro-asiatique des clubs (1) : - Vainqueur : 1994. - Finaliste : 1995. |                                                                   |
| - Championnat de Thaïlande (4) : - Champion : 1990, 1992, 1993 et 1995. - Coupe de Thaïlande (1) : - Vainqueur : 1999.                                                                               | | - Coupe de la Reine (4) : - Vainqueur : 1994, 1995, 1996 et 1997. |